# 4-idrossimandelato sintasi
La 4-idrossimandelato sintasi è un enzima appartenente alla classe delle ossidoreduttasi, che catalizza la seguente reazione:
4-idrossifenilpiruvato + O2 ⇄ 4-idrossimandelato + CO2
L'enzima richiede Fe2+ ed è coinvolto nella biosintesi della vancomicina, un gruppo di antibiotici glicopeptidici.